# 伊万·卡扎涅茨
伊万·帕夫洛维奇·卡扎涅茨（1918年10月12日—2013年2月15日），苏联烏克蘭裔党和国家领导人，冶金工程师。曾任乌共斯大林诺（顿涅茨克）州委第一书记，乌共中央第二书记，乌克兰苏维埃社会主义共和国部长会议主席，苏联黑色冶金部长等职务。

## 生平
- 1918年10月12日出生于叶卡捷琳诺斯拉夫省洛特曼斯卡亚卡缅卡村的一个农民家庭。
- 1934年-1937年，第聂伯罗彼得罗夫斯克工业技术学校学习。
- 1937年-1944年，克麦罗沃州库兹涅茨克冶金厂工人，工长，工程师。期间，1937年-1944年，西伯利亚冶金学院夜校学习。1939年-1944年，工厂变电站负责人。1944年加入联共（布）。
- 1944年-1945年，乌克兰斯大林诺（顿涅茨克）州叶纳基耶沃治金厂轧板车间值班主管，培训主任。
- 1945年-1952年，乌共（布）叶纳基耶沃治金厂党委副书记。期间，1947年-1952年，叶纳基耶沃治金厂副厂长、厂长。1950年-1952年，乌共（布）叶纳基耶沃治金厂党委组织委员。
- 1952年，乌共斯大林诺州叶纳基耶沃市委第一书记。
- 1952年-1953年9月，乌共斯大林诺州马克耶夫卡市委第一书记。
- 1953年9月-1960年3月，乌共斯大林诺州委第一书记。
- 1960年2月-1963年7月，乌共中央第二书记。
- 1963年6月-1965年10月，乌克兰苏维埃社会主义共和国部长会议主席。
- 1965年10月-1985年7月，苏联黑色冶金部部长。
- 1985年7月起退休，享受莫斯科市联邦养老金待遇。他退休后曾担任俄联邦冶金委员会主席顾问，黑色金属生产商Chermet公司顾问。他也是莫斯科顿巴斯社区的成员。
- 2013年2月15日于莫斯科逝世，享年94岁。葬于特罗耶库罗夫公墓。

卡扎涅茨是苏共20-26大代表，第20-21届中央候补委员，第22-26届中央委员；第4-11届苏联最高苏维埃联盟院代表，第5-6届乌克兰苏维埃社会主义共和国最高苏维埃代表。

## 荣誉
- 五次列宁勋章（1957,1958,1966,1968,1971）
- 十月革命勋章（1978）
- 劳动优秀奖章
- 1941-1945年伟大卫国战争中忘我劳动奖章

## 備註
1. ↑  烏克蘭語羅馬化：Ivan Pavlovych Kazanets
2. ↑  俄語羅馬化：Ivan Pavlovich Kazanets